# Idea javana
Idea javana är en fjärilsart som beskrevs av Hans Fruhstorfer 1897. Idea javana ingår i släktet Idea och familjen praktfjärilar. Inga underarter finns listade i Catalogue of Life.